# معاهدات الأقليات

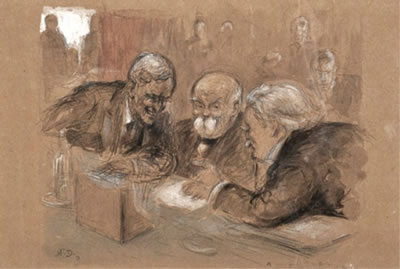
وودرو ويلسون وجورج كليمنصو وديفيد لويد جورج يتشاورون في مؤتمر باريس للسلام

معاهدات الأقليات هي معاهدات، وولايات عهد عصبة الأمم، وإعلانات من جانب واحد قدمتها دول تتقدم بطلبات للانضمام إلى عصبة الأمم، والتي منحت حقوقًا أساسية لجميع سكان البلد دون تمييز بين الولادة أو الجنسية أو اللغة أو العرق أو الدين. كان على البلد المعني الاعتراف ببنود المعاهدة كقوانين أساسية للدولة والتزامات ذات شأن دولي موضوعة تحت ضمان عصبة الأمم. دخلت معظم المعاهدات حيز التنفيذ بعد مؤتمر السلام في باريس.

## الخلفية
كانت حماية حقوق الأقليات الدينية قضية مثيرة للقلق على المستوى الدولي وموضوعًا لحماية منذ أيام معاهدة وستفاليا. تضمنت معاهدة برلين لعام 1878 نوعًا جديدًا من الأحكام التي تحمي الأقليات في البلقان والدول المستقلة حديثًا، وكان اعتراف القوى العظمى بشكل اسمي مشروطًا بوعد بضمانات للحريات الدينية والمدنية للأقليات الدينية المحلية. تقول المؤرخة كارول فينك:
أصبحت الشروط المفروضة على حقوق الأقليات متطلبات ليس فقط للاعتراف، ولكن أيضًا، كما في حالة صربيا ومونتينيغرو ورومانيا، شروطًا لتلقي منح محددة من الأراضي.
وتفيد فينك أن هذه الأحكام لم تُنفذ بشكل عام - لم تكن هناك آلية مناسبة ولم يكن لدى القوى العظمى اهتمام كبير بذلك. كانت الحمايات جزءًا من معاهدة فرساي في عام 1919 وأصبحت أكثر أهمية بعد الحرب العالمية الثانية.

في مؤتمر باريس للسلام، أنشأ المجلس الأعلى "لجنة الدول الجديدة وحماية الأقليات". أُجبرت جميع الدول الخلفية الجديدة على توقيع معاهدات حقوق الأقليات كشرط مسبق للاعتراف الدبلوماسي. وأُتفق على أنه على الرغم من الاعتراف بالدول الجديدة، إلا أنها لم تكن "مُنشأة" قبل توقيع معاهدات السلام النهائية. وأشار كليمنصو في مذكرة مرفقة بمعاهدة بولندا إلى أن حماية الأقليات كانت متسقة مع السابقة الدبلوماسية:
"لا تشكل هذه المعاهدة أي انحراف جديد. فقد كان الإجراء المعمول به منذ فترة طويلة في القانون العام لأوروبا أنه عندما تُنشئ دولة، أو عندما تُضم أراضي كبيرة لدولة قائمة، يجب أن يكون الاعتراف المشترك والرسمي من قبل القوى العظمى مصحوبًا بالمطلب بأن تقوم هذه الدول، في شكل اتفاقية دولية ملزمة، بالالتزام ببعض مبادئ الحكم. وفي هذا الصدد، يجب أن أذكرك بالواقع أنه بفضل جهود وتضحيات القوى التي أتكلم باسمها، فإن الأمة البولندية تدين باستعادة استقلالها. وبقرارها تُستعاد السيادة البولندية على الأراضي المعنية، وتُدمج سكان هذه الأراضي في الأمة البولندية ... وبالتالي، تقع على عاتق هذه القوى التزام لا يمكنها التهرب منه، وهو تأمين الضمانات الأكثر ديمومة وجلالاً لحقوق أساسية معينة ستمنح للسكان الحماية اللازمة، مهما حدث من تغييرات في النظام الداخلي للدولة البولندية."
العقود الجديدة منحت الأقليات الحق في الاستئناف مباشرة إلى عصبة الأمم أو الجمعية العامة للأمم المتحدة. وفي حالة الانتدابات وخطة تقسيم الأمم المتحدة لفلسطين، تنص البنود التنازلية على اختصاص المحكمة الدولية. سعت القوى المنتصرة إلى ضمان التطور المستقر للمنطقة بين ألمانيا المهزومة وروسيا السوفيتية، وهي منطقة تتميز بوجود العديد من المجموعات العرقية وظهور دول جديدة. كانت الفكرة وراء عقود الأقليات هي أنه من خلال إخضاع تلك البلدان للتدقيق من قبل الآخرين وتهديد العقوبات والتدخل من الهيئة الدولية التي اُنشئت حديثًا، عصبة الأمم، لصون حقوق الأقليات.
كما هو الحال مع معظم المبادئ التي اعتمدتها عصبة الأمم، كانت عقود الأقليات جزءًا من النهج المثالي الويلسوني للعلاقات الدولية، وكما هو الحال مع عصبة الأمم نفسها، وتجاهل عقود الأقليات بشكل متزايد من قبل الحكومات المعنية، حيث انهار النظام بأكمله إلى حد كبير في أواخر الثلاثينيات من القرن الماضي. على الرغم من الفشل السياسي، فقد ظلت الأساس للقانون الدولي. بعد الحرب العالمية الثانية، دُمجت المبادئ القانونية في ميثاق الأمم المتحدة ومجموعة من المعاهدات الدولية لحقوق الإنسان.
لا تزال العديد من القواعد والأعراف القانونية الدولية التي طورتها عصبة الأمم في فترة ما بين الحربين مستخدمة حتى اليوم. تشمل إجراءات إدارة القضايا الداخلية والبينية العرقية الإشراف الدولي، والاتحادات الاقتصادية الإقليمية، وحماية الأقليات، والاستفتاءات، والتقسيم الإقليمي. تعتبر خطط تقسيم فلسطين وبوسنيا وممارسات الاتحاد الأوروبي أمثلة حديثة لشروط الاعتراف بدولة على أساس حقوق الإنسان والديمقراطية وضمانات حماية الأقليات.

## المعاهدات الثنائية
كانت هناك العديد من المعاهدات الثنائية الخاصة بالأقليات، وُقعت كل منها بين أحد البلدان المعنية والعصبة. وُقعت المعاهدات بين العصبة وبعض الدول المستقلة حديثًا: بولندا، يوغوسلافيا (المعروفة أيضًا آنذاك باسم مملكة الصرب والكروات والسلوفيين)، تشيكوسلوفاكيا. كما فُرضت معاهدات مماثلة على اليونان ورومانيا، قوات الحلفاء، مقابل توسعها الإقليمي، وعلى بعض الدول المهزومة في الحرب العالمية الأولى (هنغاريا، النمسا، بلغاريا، تركيا). في الوقت نفسه، أُقنعت ألبانيا وليتوانيا وإستونيا ولاتفيا، وخارج أوروبا، العراق، بقبول التزامات الأقليات كجزء من شروط قبولها في عصبة الأمم.
العقد البولندي (الموقع في يونيو 1919، كأول معاهدات الأقليات، بمثابة نموذج للمعاهدات اللاحقة)، يُشار إليه غالبًا باسم المعاهدة الصغيرة لفرساي أو معاهدة الأقلية البولندية؛ أما المعاهدات النمساوية والتشيكية واليوغسلافية، فيشار إليها باسم معاهدة سانت جيرمان-ان-لاي (1919)؛ والمعاهدة الرومانية باسم معاهدة باريس (1919)، واليونانية باسم معاهدة سيفر (1920)؛ والمجرية باسم معاهدة تريانون (1920)، والبلغارية باسم معاهدة نيويي-سور-سين (1919)، والتركية باسم معاهدة لوزان (1923). وفي معظم الحالات المذكورة أعلاه، كانت معاهدات الأقليات واحدة فقط من العديد من المواد الواردة في المعاهدات المذكورة أعلاه.

### قائمة التصريحات الأحادية الجانب
- إعلان صادر عن حكومة ألبانيا في 2 أكتوبر 1921.[14]
- إعلان صادر عن حكومة ليتوانيا في 12 مايو 1922.[15]
- إعلان صادر عن حكومة لاتفيا في 19 يوليو 1923، واستمع إليه مجلس عصبة الأمم في 11 سبتمبر 1923.[16]
- إعلان صادر عن حكومة بلغاريا في 29 سبتمبر 1924.[17]
- إعلان صادر عن حكومة اليونان في 29 سبتمبر 1924.[18]

### قائمة المعاهدات الثنائية
- المعاهدة النمساوية - التشيكية، المؤرخة 7 يونيو 1920. بُدلت التصديق في فيينا في 10 مارس 1921. مسجلة في سلسلة معاهدات عصبة الأمم في 29 مارس 1921.[19] اُستكملت ببروتوكول إضافي يتعلق بكارلسباد في 23 أغسطس 1920.[20]
- الاتفاق الألماني - البولندي بشأن سيليزيا الشرقية (المعروف أيضًا باتفاقية جنيف)، المؤرخ 15 مايو 1922. تعاملت المعاهدة مع المستقبل الدستوري والقانوني لسيليزيا العليا التي أصبحت جزئيًا أراضي بولندية بعد استفتاء سيليزيا العليا في 20 مارس 1921.[21]

### قائمة المعاهدات متعددة الأطراف
- معاهدة بين القوى الرئيسية الحليفة والمرتبطة وبولندا (28 يونيو 1919)، والمعروفة باسم المعاهدة الصغيرة لفرساي؛
- معاهدة بين القوى الرئيسية الحليفة والمرتبطة وتشيكوسلوفاكيا (10 سبتمبر 1919)؛
- معاهدة بين القوى الرئيسية الحليفة والمرتبطة ومملكة الصرب والكروات والسلوفيين (10 سبتمبر 1919)؛
- معاهدة بين القوى الرئيسية الحليفة والمرتبطة واليونان (10 أغسطس 1920)؛[22]
- معاهدة بين القوى الرئيسية الحليفة والمرتبطة ورومانيا، وقعت في باريس في 9 ديسمبر 1919 ودخلت حيز التنفيذ في 16 يوليو 1920. صدقتها الحكومة البريطانية في 12 يناير 1921، والحكومة اليابانية في 25 يناير 1921، والحكومة الإيطالية في 3 مارس 1921. مسجلة في سلسلة معاهدات عصبة الأمم في 21 يوليو 1921.[23]

## النظام
كانت المعاهدات الخاصة بالأقليات الأساس لنظام الأقليات الخاص بالرابطة. وكان هدفها حماية الأقليات دون استبعاد الأغلبية من سكان الدول. وكانت الإجراءات تتمحور حول مجلس الرابطة (بدلاً من الجمعية الأكثر شمولاً)، الذي كان له الحق والالتزام برفع شكاوى انتهاكات المعاهدة. كان لأعضاء المجلس الأفراد امتيازًا فريدًا يتمثل في وضع الشكاوى على جدول الأعمال، حتى من خلال الالتماسات التي يمكن إرسالها من أي مصدر. ومع ذلك، لم يُتعامل مع معظم الحالات من قبل المجلس. قبل الوصول إلى المجلس، مرت الالتماسات عبر: قسم الأقليات في الأمانة العامة الذي قام باختيار الالتماسات وفقًا لبعض المعايير (حظر اللغة العنيفة، وسلامة الدولة، والشكاوى المتعلقة بانتهاكات محددة ...)، وحاول إجراء وساطة أولية وطلب معلومات تكميلية؛ اللجنة الخاصة المكونة من ثلاثة أعضاء التي عينها المجلس وكان لديها صلاحية:
1. رفض الالتماس؛
2. محاولة مرحلة ثانية من الوساطة؛
3. عرض المسألة على المجلس، الذي كان لديه الفرصة للسعي إلى اتفاق نهائي بين الطرفين. إذا لم تتمكن الحكومة المتهمة والرابطة من التوصل إلى تسوية مرضية، فإن القرار النهائي كان يحال إلى محكمة العدل الدولية الدائمة (حُلت معظم الحالات من خلال المفاوضات بين الحكومات المتأثرة قبل تدخل المحكمة الدولية).

## أهمية معاهدات الأقليات
تمثل معاهدات الأقليات، المعروفة بأنها أول معاهدات الأقليات في التاريخ، خطوة مهمة في حماية الأقليات والاعتراف بحقوق الإنسان، حيث جلبت هذا الموضوع إلى محفل دولي. وفي هذه المعاهدات، لأول مرة يُعترف بها من قبل الدول والمجتمع الدولي بوجود أشخاص يعيشون خارج الحماية القانونية العادية، والذين يحتاجون إلى ضمان إضافي لحقوقهم الأساسية من قبل هيئة خارجية، حيث قد لا تكون الحماية داخل الدول نفسها كافية. ومن بين القضايا التي حُلت بنجاح من خلال معاهدات الأقليات كانت أزمة آلاند.
ومع ذلك، كانت هذه المعاهدات أيضًا موضوعًا للانتقاد في الماضي والحاضر. فقد اعتبرت الدول الخاضعة لهذه المعاهدات أنها تحد من سيادتها وتنتهك حقها في تقرير المصير، حيث كان للرابطة الدولية الحق في التأثير على السياسة الوطنية والدينية والتعليمية في هذه الدول، مما يشير إلى أنها ليست مؤهلة بما فيه الكفاية للتعامل مع شؤونها الداخلية. وتركز الانتقاد الآخر على أن هذه المعاهدات لم تكن إلزامية بالنسبة للدول الراسخة (مثل فرنسا وألمانيا والمملكة المتحدة أو روسيا). ورأت الدول الغربية، التي دكت هذه المعاهدات في أعقاب الحرب العالمية الأولى، أن الضمانات المتعلقة بالأقليات غير ضرورية بالنسبة لها، وثقت في قدرتها على تحقيق "معيار الحضارة". وكانت الدول الجديدة في وسط وشرق أوروبا هي التي لم يُثق بها في احترام هذه الحقوق، وبالطبع، كانت روسيا البلشفية، التي كانت لا تزال في خضم الثورة الروسية، حالة منفصلة.
استفز هذا التفاوت البلدان الأصغر حجماً بشكل أكبر. وأخيراً، يعني هذا التفاوت أيضاً أن حقوق الأقليات لم تُعتبر حقاً عالمياً؛ بل كانت قضية تتعلق بالسياسة الخارجية حصراً، وبالتالي كانت الشعوب التي لم تملك دولة تدعم مطالباتها في وضع غير مؤاتٍ نسبياً مقارنةً بالشعوب التي تدعمها دولة قوية أو مجموعة مصالح.
مع تراجع دور عصبة الأمم في ثلاثينيات القرن العشرين، اعتُبرت المعاهدات بشكل متزايد غير قابلة للإنفاذ وغير مجدية. وفشل مجلس عصبة الأمم، المكلف بإنفاذ مختلف معاهدات الأقليات، في كثير من الأحيان في اتخاذ إجراءات بشأن الشكاوى المقدمة من الأقليات. وكانت هناك قاعدة غير مكتوبة مفادها أنه ينبغي تجاهل السياسات الحكومية الرامية إلى استيعاب الأقليات ثقافياً باعتبارها "الشر الأصغر" فيما يتعلق بالحقوق المكرسة في معاهدات الأقليات، عندما تُعتبر هذه السياسات بمثابة ضمان للاستقرار الداخلي للدولة المعنية.
عندما كان المجلس يستعرض الحالات، كانت هذه الاستعراضات يهيمن عليها عادة البلدان التي تأثرت مجموعاتها العرقية، والتي كانت تحاول ليس فقط حل مشكلة سوء معاملة أقلياتها، بل أيضاً تحقيق أهداف سياسية أخرى على الساحة الدولية، بل وفي بعض الأحيان حتى على حساب تلك الأقلية نفسها (تُعرف الحكومتان الألمانية والمجرية بأنهما أساءتا استخدام النظام بشكل أكبر). وبطبيعة الحال، كانت عصبة الأمم، التي تفتقر إلى جيش خاص بها، غير قادرة على إجبار أي دولة على الالتزام بتوصياتها.
حتى قبل أن يسيطر أدولف هتلر على ألمانيا في عام 1933، كانت مشاكل معاهدات الأقليات واضحة. استمرت حكومات أوروبية مختلفة في انتهاك حقوق الأقليات، احتج هؤلاء الأخيرون بصوت عالٍ، واُستغلت شكواهم من قبل الأطراف المهتمة ذات الدوافع الخفية، وتدخلت عصبة الأمم بأقل قدر ممكن. وتعرض النظام لضربة قاصمة مع رفض بولندا للمعاهدة الخاصة بها في عام 1934.

### تجدد الاهتمام
أعاد القاضي السير هيرش لاوترباخت [الإنجليزية] تفسير الفاعلية القانونية لتشغيل هذا النظام من معاهدات حماية الأقليات. وأشار إلى عزم المحكمة على تثبيط التهرب من هذه الالتزامات الدولية، وتأكيدها المتكرر على:
"المبدأ الواضح من القانون الدولي الذي لا يمكن لدولة أن تستشهد بقانونها الوطني كسبب لعدم وفاءها بالتزاماتها الدولية."
أنشأت الأمم المتحدة نظامًا رسميًا لحماية حقوق الأقليات كجزء لا يتجزأ من خطة حكومة فلسطين المستقبلية.
شككت الأمانة العامة للأمم المتحدة في حالة المعاهدات في عام 1950، لكن رئيس المقرر المعاصر لفريق الأمم المتحدة العامل المعني بالأقليات نصح لاحقاً بأن أي هيئة أممية مختصة لم تتخذ أي قرار يطفي التزامات هذه الصكوك. وأضاف أنه من المشكوك فيه ما إذا كان ذلك ممكناً حتى من جانب الأمم المتحدة. إن النص الذي ينص على أنه 'يُحظر أي نوع من التمييز بين السكان على أساس العرق أو الدين أو اللغة أو الجنس.' مكرس في مجموعة من الاتفاقيات الدولية لحقوق الإنسان وميثاق الأمم المتحدة نفسه.
لي-آن ثيو، أستاذة القانون الدولي وحقوق الإنسان في الجامعة الوطنية في سنغافورة، أشارت إلى أن العديد من معايير القانون الدولي والممارسات العرفية التي طُورت في سنوات ما بين الحربين من قبل عصبة الأمم لا تزال قيد الاستخدام حتى اليوم. وتحدثت بشكل خاص عن الإجراءات المتعلقة بإدارة القضايا الداخلية وبين الأعراق من خلال (1) الإشراف الدولي، (2) التكامل فوق الوطني، (3) حماية الأقليات، (4) الاستفتاءات، و(5) التقسيمات. واستشهدت بخطط تقسيم فلسطين والبوسنة وممارسات أوروبا في التسعينيات كمثال على ربط الاعتراف بالدولة بضمانات حقوق الإنسان والديمقراطية وحماية الأقليات.
أجابت محكمة العدل الدولية على طلب استشاري من الجمعية العامة للأمم المتحدة بشأن العواقب القانونية للسياسات والممارسات الإسرائيلية في الأرض الفلسطينية المحتلة، بما في ذلك القدس الشرقية. حددت المحكمة في البداية القانون الواجب التطبيق على الأرض الفلسطينية المحتلة، ثم درست مدى مطابقة سياسات وممارسات إسرائيل في الأرض الفلسطينية المحتلة للقانون الدولي. وتناول تحليل المحكمة على وجه الخصوص مسألة الاستيطان الإسرائيلي، وضم الأرض الفلسطينية المحتلة منذ عام 1967، واعتماد التشريعات والتدابير ذات الطابع التمييزي، كما درست المحكمة ما إذا كانت هذه السياسات والممارسات تؤثر على حق الشعب الفلسطيني في تقرير المصير. وفيما يتعلق بمسألة حرية التنقل، خلصت المحكمة إلى أنه يجب مراعاة الضمانات العامة لحرية التنقل بموجب المادة 12 من العهد الدولي الخاص بالحقوق المدنية والسياسية، فضلاً عن الضمانات الخاصة للوصول إلى الأماكن المقدسة المسيحية واليهودية والإسلامية. ولاحظت المحكمة أن حقوق الأقليات والحقوق الدينية وضعت تحت الضمان الدولي بموجب المادة 62 من معاهدة برلين المؤرخة 13 تموز/ يوليو 1878، ولاحظت أن هذه "الحقوق القائمة" حُفظ عليها وفقاً لأحكام الحماية الواردة في المادة 13 من تفويض عصبة الأمم وفصل من قرار الجمعية العامة 181 (II) بشأن حكومة فلسطين المستقبلية.
إعلان الأمم المتحدة بشأن حقوق الشعوب الأصلية أقر بالحاجة الملحة إلى احترام وتعزيز حقوق الشعوب الأصلية المكفولة في المعاهدات والاتفاقات والترتيبات البناءة الأخرى مع الدول. كما لاحظ أن الحقوق المكفولة في المعاهدات والاتفاقات والترتيبات البناءة الأخرى بين الدول والشعوب الأصلية هي، في بعض الحالات، مسائل ذات اهتمام دولي ومصلحة ومسؤولية وطبيعة دولية. وفي العديد من الحالات، نصت معاهدات حقوق الأقليات على التحكيم ومنحت محكمة العدل الدولية اختصاصاً لحل النزاعات.

## قراءة إضافية
- Azcarate, P. de. League of Nations and National Minorities (1945) online
- Dugdale، Blanche E. C.؛ Bewes، Wyndham A. (1926). "The Working of the Minority Treaties". Journal of the British Institute of International Affairs. Royal Institute of International Affairs. ج. 5 ع. 2: 79–95. DOI:10.2307/3014590. ISSN:1473-7981. JSTOR:3014590.
- Fink, Carole. Defending the Rights of Others: The Great Powers, the Jews, and International Minority Protection (2004) online review.
- Fink, Carole. Minority Rights as an International Question, Contemporary European History, Vol. 2 (November 2000), pp. 385–400
- Minorities Protection Treaties نسخة محفوظة 2008-10-11 على موقع واي باك مشين.
- Motta, Giuseppe. Less than Nations. Central-Eastern European Minorities after WW1, 2 vols. Cambridge Scholars Publishing, 2013 excerpt نسخة محفوظة 2016-03-04 على موقع واي باك مشين.

## روابط خارجية
- معاهدة فرساي الصغيرة التي وقعتها بولندا في 28 يونيو 1919